# Dasanadoddi, Malavalli
Dasanadoddi là một làng thuộc tehsil Malavalli, huyện Mandya, bang Karnataka, Ấn Độ.